# Hol en bol gebogen driehoek

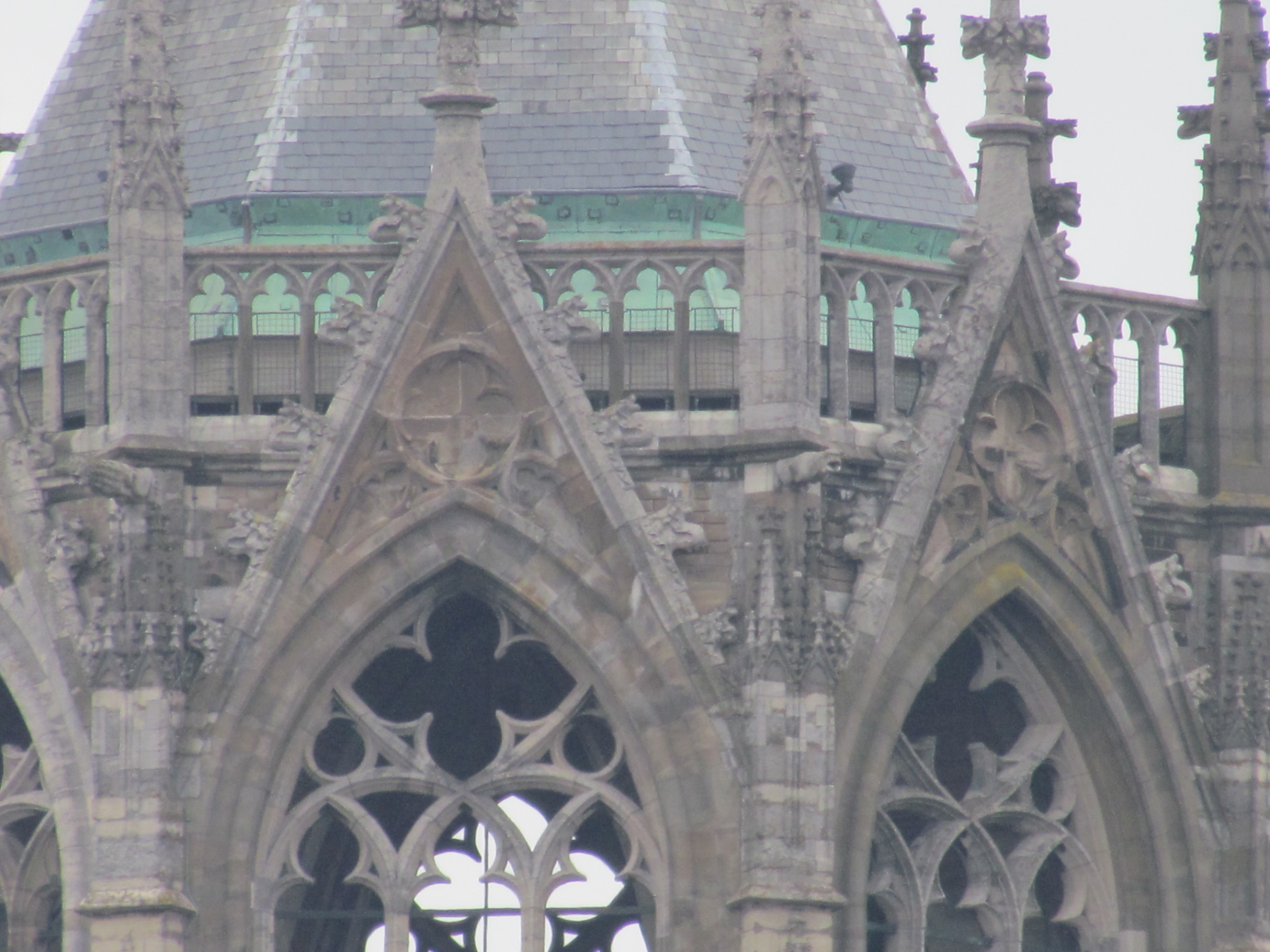
Twee driehoeken in het maaswerk van een venster (Dom van Utrecht)

Een hol en bol gebogen driehoek is in het maaswerk van bijvoorbeeld een venster een eenvoudig siermotief vaak gebruikt om de restruimte op te vullen waar er geen ruimte (meer) is voor een visblaas met toten of ander siermotief. Anderzijds is ze zeer bewust toegepast om een bepaald lijnenspel te realiseren. Vaak geven deze driehoeken indien zij geen restruimte zijn, ruimte aan andere elementen van de tracering. Deze hol en bol gebogen driehoeken werden vaak gebruikt in combinatie met andere sierlijke motieven en werden voornamelijk gebruikt in de gotische traceringen van vensters.
Een driehoek als deze is met behulp van drie toten al om te vormen tot drieblad.